# Teléfono de cortesía

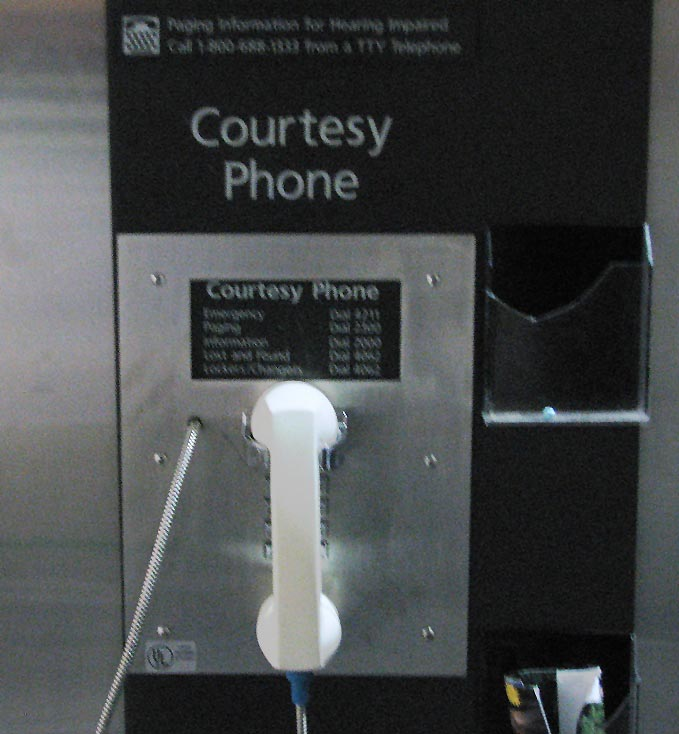
Un teléfono cortesía blanco

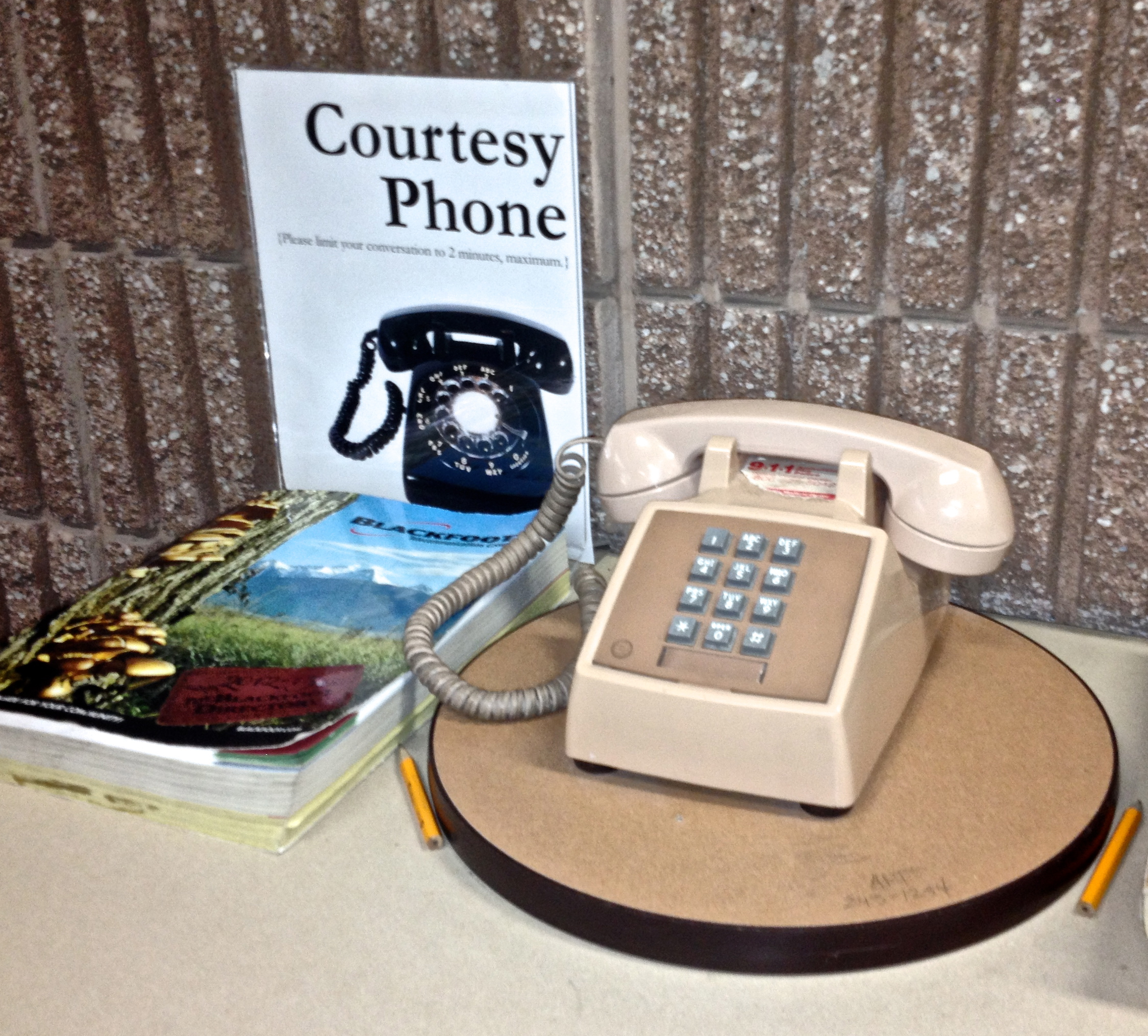
Teléfono gratis, el libro de teléfono y lápices - Missoula Biblioteca Pública, Missoula, Montana.

Un teléfono cortesía es un teléfono que se encuentra en Terminales de Aeropuertos, grandes estaciones de tren, vestíbulos de hoteles y otros lugares de espera con muchos viajeros, que se utiliza para transmitir mensajes a una persona específica.
Existen otros teléfonos que también pueden recibir el nombre de "teléfonos de cortesía". Suelen estar situados en lugares públicos o semi-públicos que pueden ser usados para hacer llamadas externas. 

## Uso
Normalmente se utiliza difundiendo un mensaje un sistema pública del estilo de "Msrs. Jane, por favor, responda al teléfono de cortesía más cercano. Los teléfonos de cortesía suelen tener un color distintivo, que es tradicionalmente blanco en los aeropuertos de Estados Unidos, y la mayoría no tienen posibilidad de hacer llamadas, sino que tan sólo son simples terminales para hablar con un operador de centralita o algún número fijo. Algunos teléfonos de cortesía tienen un doble uso como teléfono de emergencia, con botones por medio de los cuales el usuario puede distinguir entre el uso para emergencias o para consultas.
Los clientes pueden utilizar un teléfono de cortesía para buscar información, como por ejemplo dónde encontrar algún medio de transporte o una persona que trata de reunirse con ellos. Algunos teléfonos de cortesía proporcionan una línea directa a una serie de empresas anunciadas, como hoteles o taxis. Pueden estar ubicados cerca de la recogida de equipajes, del área de venta de billetes, o de los controles de seguridad.